# Dianthus kapinaensis
Dianthus kapinaensis är en nejlikväxtart som beskrevs av Markgraf och Lindt. Dianthus kapinaensis ingår i släktet nejlikor, och familjen nejlikväxter. Inga underarter finns listade i Catalogue of Life.